# Битка код Петроварадина
Битка код Петроварадина је била прва велика победа аустријске војске у рату између Аустрије и Оcманског царства (1716–1718) код Петроварадина, сада делу Новог Сада, Србија. У настојању да измени одлуке Карловачког мира и поврати Мореју, Османско царство је предузело поход на Аустрију.

## Позадина
Крајем 17. и почетком 18. века сваки мир са Османским царством, које је било у сталним сукобима са својим суседима, није био ништа друго до примирје закључено на одређени број година. Након Мохачке битке (1526) и освајања Угарске, Османском царству био је отворен пут ка западној Европи што га је два пута довело пред капије Беча (1529. и 1683). Од средине 18. века полако долази до равнотеже у односу снага између Османског и Хабзбуршког царства. Иако је османска војска увек била бројчано надмоћнија, могла јој се успешно супротставити и нанети јој пораз на отвореном пољу упола мања противничка војска, састављена подједнако од пешадије и коњице. Почетак новог рата са Османским царством (1716–1718), за Беч је дошао након вишегодишњег Рата за шпанско наслеђе (1701–1713) и Ракоцијевог устанка у Угарској (1701–1711), који су обележили прву деценију 18. века и војно и финансијски исцрпели Аустрију. Узроци за избијање овог рата су дубоки, док је повод веома лако могао бити пронађен било са османске или аустријске стране. Напад Османског царства на поседе Млетачке републике у Мореји и Далмацији и залагање Беча за обуставу непријатељстава били су довољни за почетак Млетачко-турског рата. Упркос свим проблемима, пре свега финансијске природе, Аустрија је по први пут повела офанзиван рат против Османског царства, без савезника и из њега веома брзо изашла као победница. На почетку 18. века Османско царство је пролазило кроз дубоку кризу, која је била последица бројних пораза на бојном пољу и губитака великих територија приликом закључивања мировних уговора у Карловцима (1699) и Константинопољу (1700). Због ове кризе, Османско царство је водило мирољубиву политику према европским силама, што је додатно појачавало незадовољство у војсци и муслиманском делу становништва. Ово незадовољство је довело и до побуне јаничара која се завршила абдикацијом султана Мустафе II и доласком на престо његовог брата Ахмеда III. Прве године његове владавине обележиле су бројне реформе и царство није могло да искористи заузетост Беча Ратом за шпанско наслеђе и Ракоцијевим устанком. Успешан исход османског рата против Русије (1710–1711), појачао је увереност Порте да је време за ревизију мировних уговора у Карловцима и Константинопољу.
Након Мира потписаног у Карловцима 1699. године, сваки пут када се говорило о рату, Венеција је изгледала као највероватнија мета. И сами Млечани били су свесни опасности. Током Рата за шпанско наслеђе (1701-1714), Млетачки посланик у Константинопољу придружио се Французима и Мађарима да приволе великог везира да нападне Аустрију. Иако не гајећи нарочит антагонизам према Хабзбурговцима, Млечани су и те како били фанатично упорни да скрену пажњу Порте са Мореје (Пелопонеза који су добили 1699). Након потписивања мира са Русијом 1713. пажња Порте коначно је са свом пажњом усмерена је ка Мореји. Султан Ахмед III је наредио да се затвори Млетачки амбасадор и рат је објављен крајем 1714. у „Манифесту“ који се садржавао 14 тачака. Прва тачка односила на заробљавање једног брода са харемом, последња се односила на проблем са Црном Гором док се осталих 12 тачака односило на друга непријатељства. Отоманска војска је наишла на слаб отпор а Венеција суочена са инвазијом се окренула јединој сили која би могла да јој пружи помоћ – Бечу.
Аустрија и Млетачка република били су део Свете Лиге, савезу који се супротстављао Отоманској агресији, а којој су припадали Краљевина Пољска и Папска држава. Одмах по доласку вести о објави рата, Млетачки Сенат је апеловао на Карла VI да поштује своје обавезе према Светој Лиги. Међутим, чинило се да Карло неће позитивно одговорити на тај апел. Те године Венеција није била у најбољим односима са Бечом. Венеција је имала променљиву и често непријатељску политику према Хабзбурзима у току рата за Шпанско наслеђе. Недавни покушај охрабривања Порте да нападне Угарску, никако се није позитивно одразио на став Беча. Поврх свега, Сенат је стално покушавао да задржи апсолутну контролу над Јадранским морем, што је са друге стране угрожавало интерес Аустрије за њеним све већим трговачким интересом те је аустријски амбасадор у Венецији протествовао против „Млетачког самододељеног доминиона над Јадранским морем“. То су били само неки разлози зашто Беч није хтео да подржи Венецију, свог непоузданог савезника. Један од других веома битних разлога била је готово празна државна благајна након рата за Шпанско наслеђе. Током 1715. финансијски извештај о потребама војске у случају рата са Отоманским царством показао је велики дефицит. Без обзира на неповерење које је гајио према Млечанима и тешке финансијске ситуације, Карло VI је и сам оклевао да изазове нов рат. Изабран од стране Британаца, Холанђана, и Аустријанаца као кандидат за Шпански трон, Карло је тамо живео од 1703 – 1711 и постао веома емотивно везан за своје шпанске поданике, нарочито Каталонце који су се храбро борили на његовој страни. Био је дубоко разочаран када је као цар морао да напусти земљу коју је обожавао и препусти је свом Француском ривалу Филипу Анжујском. Карло није желео формално да му призна посед над Шпанијом, тако да је склапајући мир са Француском одбио да склопи мир са Шпанијом. Када је избио рат са Млетачком, Аустрија је формално још увек била у рату са Шпанијом. Карло се плашио да ће Филип Анужујски сада Филип V искористити сукоб између Беча и Порте и напасти Аустрију, нарочито некадашње Шпанске поседе у Италији који су после рата за Шпанско наслеђе додељени Аустрији.
Поред потенцијалних проблема са Шпанијом, Беч се сусретао и са другим озбиљним међународним проблемима. Крајем 1714. највећи проблем био је недостатак поузданих савезника на западу. Британија и Холандија, потписале су сепаратни мир са Француском у Утрехту 1713. и од тада Беч са сумњом посматра два некадашња савезника. Иако је Аустрија била у миру са Француском, чињеница да је истом још увек владао Луј XIV, изазивало је у Бечу зебњу да би могао искористити и најмању прилику да нападне Аустрију, док се она бори са Отоманским царством, или да са Шпанијом нападне Италију и тиме опет започне рат за Шпанско наслеђе. Са том разликом што би се сада Аустрија борила сама.
Проблеми на западу нису били једина Аустријска брига. Велики Северни рат је још увек у току, и постојала је опасност његовог проширења, јужно и западно, чиме би евентуално укључио и Аустрију. Постојала је забринутост да би Француска, Шведска, Пољска, Пруска и неформално Отоманско царство, могли створити савез који би за кратко време запалио целу Европу. Једини начин да се избегне таква катастрофа је да Беч обнови савез са Британијом, и осигура подршку међу малим Немачким државама, и постигне споразум са Русијом. Штавише, уколико се рат на северу буде продужавао, Аустрија највероватније неће моћи да очекује помоћ од Пољске, која је била четврти члан Свете лиге.
Коначни разлог због чега Аустрија није желела да ратује, је и наизглед исти такав став Порте, који нису желели рат са Аустријом. Почетком Маја 1715. Мутеферика Ибрахим Ага дошао је у Беч како би објаснио мотиве за Султанов напад на Мореју, као и да нагласи жељу свога господара да остане у пријатељским односима са Бечом. Састао се и са принцем Евгенијем Савојским коме је рекао да Порта нема намеру да изврдава Мир у Карловцима већ само да се бори против похлепних Млетака и да заврши њихову неправедну владавину над Морејом. У одговору, Савојски је изрекао неколико увијених упозорења у вези са наставком рата у Мореји, али није конкретније претио. Обе стране говориле су уопштено, и убрзо после тога Турски изасланик вратио се у Константинопољ. Уколико Аустријанци нису желели да се мешају могли су да се поуздају у обећања Ибрахим Аге и да прихвате мир. Упркос свим овим околностима, Беч је ипак одлучио да уђе у рат као савезник Венеције.

## Почетак рата
Непријатељства дуж границе два царства почела су још током априла 1716. године са променљивим успехом сукобљених страна. У овим операција великог учешћа имали су Срби који су служили као граничари на подручју Војне крајине.

## Поход на Варадин
Марш османске војске према границама Хабзбуршких земаља започео је 24. маја из Адрианопоља (Једрена), да би 22. јула она стигла до Београда. Долазак војске под командом великог везира Дамат Али-паше поздрављен је почасном топовском паљбом са зидина града. Извршена је смотра тврђавског гарнизона и сазван је Диван на којем је разматрано питање о правцу предстојећег похода. Првобитни план је подразумевао припреме за прелазак Дунава код Београда, што је значило да је османска војска намеравала да се сукоби са аустријском у Ердељу. Командант јаничара Хусеин-ага предлагао је покрет према Темишвару и даље према Ердељу. Каплан Гирај, кримски кан, делио је његово мишљење. Беглербег Румелије Сари Ахмед-паша сматрао је да ордија неће бити у стању да поднесе пут преко банатских мочвара и ритова, а након сазнања да се аустријска војска окупља код Футога подсетио је на катастрофалан пораз код Сенте и рекао да не треба ризиковати још једну армију у присуству Савојског на маршу према Ердељу. Сари Ахмед-паша је изразио и мишљење да је најбоље да се пред Савојског изађе најкраћим путем и једном битком реши рат. Такође, напоменуо је да би татарска коњица, када би се једном пустила са ланца током покрета на Ердељ, била претоварена пљачкашким пленом „те би после била способна за борбу колико и трудна жена”. Велики везир је саслушао дискусију без давања мишљења и после Дивана су започете припреме за прелазак преко Саве у правцу Петроварадина, што нам говори да се ипак приклонио мишљењу Ахмед-паше.
Извештаји који су пристизали Савојском помињали су да је међу османском војском било од 26.000 до 40.000 јаничара, 30.000 спахија, између 6.000 и 20.000 Татара, 12.000 Арнаута, Влаха, Грка, Египћана... а као укупан број се помињало од 200.000 до 400.000 људи. Један османски извештај који је највероватније након битке сачинио Сари Ахмед-паша помиње 160.000 војника, „језгро целе војске коју имамо”. Поједини западни историчари сматрају да су наизглед преувеличане бројке долазиле од присуства великог броја позадинских јединица које су пратиле војску на походима, а које су чинили бројни робови, слуге, трговци и занатлије најразличитијих професија. По некима је ова позадина могла да броји и до 50.000 људи, али не треба заборавити чињеницу да је победник често број погинулих, рањених и заробљених преувеличавао.
Прелазак османске војске преко Саве започео је 24. јула, у петак. Велики везир је започео прелаз преко Саве током поподнева 28. јула „због преке потребе да се поштује предсказање звезда”, што је довело до гомилања војске и појаве потешкоћа приликом преласка. Многи османски војници су то схватили као лоше предзнаке то што није одабран „срећан дан”. Са земунског поља, у правцу Петроварадина, османска војска је кренула 29. јула.

## Концентрација аустријске војске
Током пролећа 1716. године регименте аустријске војске биле су распоређене у разним земљама далеко од границе са Османском царством. У намери да прикрије своје ратне операције од непријатеља принц Евгеније је искусну и добро обучену војску распоредио по удаљеним војним логорима крај средњег Дунава и Тисе. Како су оперативне способности аустријских пукова зависиле од добре и брзе комуникације, на средњем току Дунава и Тисе су саграђени понтонски мостови који су касније нашли своју примену, посебно онај код Петроварадина, непосредно пред битку. Током јула 1716. године аустријске трупе су напустиле логоре у Чонграду, Баји, Сегедину и др. и организовано се концентрисале према Футогу уз одлично изведену логистику, обезбеђену храну, муницију, опрему и сл.
Почев од 29. јула аустријска војска прелази на десну обалу Дунава код Петроварадина. Била је састављена од 67 батаљона пешадије и 218 ескадрона коњице, и са гарнизоном у Тврђави бројала је преко 80.000 војника. Принц Евгеније, испраћен од Карла VI и читавог народа, са 16 бродова и више својих генерала, напустио је Беч 2. јула и стигао у Футог 9. јула. Османска војска се 27. јула приближила на три дана марша од Петроварадина и била је само Дунавом одвојена од царске војске окупљене у Футогу и код Римских шанчева.

## Сукоб претходница код Карловаца 2. августа
Током 26, 27. и 28. јула Велики везир Дамад Али-паша је прешао Саву са преко 120.000 војника. Када се османска војска претходница приближила Карловцима, у једном кланцу налетели на аустријску претходницу. Око 3000 османских коњаника сукобило се са око 8000 аустријских војника под командом грофа Палфија, којем је принц Евгеније усмено забранио да улази у било какав сукоб са османском војском и да врши само извиђање. Гроф Палфи је са деловима неколико коњичких пукова (најмање око 2300 коњаника) пошао према Карловцима Након што се османска извидница изненада појавила, гроф Палфи није могао да избегне сукоб и прихватио је борбу. Након повлачења његових јединица на бојном пољу је остало око 400 мртвих аустријских војника, док је један број био заробљен. Међу заробљенима био је и гроф Зигфрид Бројнер. Гонећи аустријску претходницу прве јединице османске војске су стигле под Петроварадин касно увече. Главнина османске војске појавила се на брдима око Петроварадина наредног дана.

## Опсада Петроварадина
У подне 3. августа, аустријски војници на првој линији Капрариних шанчева угледали су једног Турчина који се приближавао са белом заставицом. Са собом је носио писмо великог везира упућено барону Лефелхолцу, заповеднику Петроварадина. Када се указао на одређеној удаљености, из тврђаве је изашао човек који му је везао очи и увео га у тврђаву. Саверемени Бечки историчар Димон наводи да је у писму стајало отприлике овако: „Заповедниче Петроварадина, предајте узвишеном султану град који му је ваш господар неправедно отео. Ако тако поступите, биће вам дозвољено да слободно одете, ви и ваши војници, заједно са свим што вам припада. Али ако нећете, знајте да за вас неће бити логора у ком ћете се моћи сакрити и да ћу вас заробити заједно са целим гарнизоном.” Са друге стране, савремени османски историчар Рашид пре описа сукоба претходница код Карловаца 2. августа, наводи део садржине једног другог писма и наводи следеће садржај: „Ако поново овај пут не предате Варадин, будите спремни! ” Такође, Рашид наводи и одговор који је добијен усмено: „Задесила нас је таква клонулост и слабост тако да хајде да без борбе и рата предамо тврђаву. Видећемо се кроз два дана и нека буде јасно: шта год да се деси, појавите се.” Принц Евгеније уз свој извештај цару Карлу VI, који је непотпун и нема назначеног датума, написан највероватније пар дана након битке, шаље и оригинално писмо, за које каже да му је упутио лично велики везир путем „једног Турчина, два дана пре борбе” преко генерала Лефелхолца. Каснији историчар Николас Хендерсон наводи да се велики везир обратио принцу Евгенију са речима: „Нема сумње да ће крв која буде потекла на обе стране пасти као клетва на вас, вашу децу, и децу ваше деце до судњег дана.”
Под окриљем ноћи османска војска је започела копање ровова. Земљиште испред Капрариних шанчева је уздуж и попреко испресецано дубоком рововима, ископаним без реда и распореда, са неуједначеним размацима. На неким местима, између два рова, било је свега неколико стопа. Из ровова, војска која је штитила копаче изазивала је чарке са аустријском војском на првој линији Капрариних шанчева који су, такође, све време били под ударом артиљеријске ватре. У ових пар дана пред битку, број рањених и мртвих аустријских војника на положајима у Капрариним шанчевима попео се на 756.

## Форсирање Дунава
У току ноћи, око 22 часа, приликом преласка јединица пешадије, под командом принца Александра фон Виртемберга, дошло је до прекида понтонских мостова. Узрок томе су биле воденице на Дунаву, узводно од Петроварадина, које неколико дана раније, због „сталног јаког ветра”, нису могле да се извуку на обалу. Иако је покушано да се на време уклоне помоћу шајки, што је донекле и успело, неке воденице су се откачиле и налетеле на понтонске мостове испод Петроварадина. На првом су оштетиле пет понтона, а на другом 18, чиме је марш јединица, ради јутарњег напада у 4 часа и 30 минута, закаснио два и по часа. Предузимљивошћу генерала Лефелхолца оба понтонска моста су била поправљена.

## Распоред аустријске војску пред битку
Пред напад, аустријска војска је била распоређена на фронту који је био широк нешто мање од 3 km. У центру иза спољашњег Капрариног ретраншмана налазила се прва линија пешадије. Одмах иза ње налазила се друга линија. Трећа линија пешадије се налазила иза унутрашњег Капрариног ретраншмана заједно са артиљеријским јединицама које су бројале 80 топова. У Кронверку, Хорнверку и Горњој тврђави налазиле су се резервне јединице. На левом крилу налазила се коњица коју су чинили пукови кирасира и драгона. На десном крилу налазиле су се хусарске, драгонске и кирасирске коњичке регименте. Бокове пешадије штитила је коњица која је на левој страни бојишта била ослоњена и заштићена мочваром, а на десној страни Дунавом. На левој обали Дунава код Рацке Вароши (данас Нови Сад), налазила се резерва састављена од три хусарска и једног драгонског пука.

## Битка
Шест батаљона пешадије, под командом принца Александра фон Виртемберга налазила се код петроварадинских циглана, ослоњена десним крилом на Капрарине шанчеве, а са друге стране, на коњицу левог крила. Све укупно аустријску војску је чинило око 76.000 војника. Ових шест батаљона је започело битку у 7 часова ујутру продором у правцу османске батерије постављене код Цркве Св. Рока. Истовремено је наступила пешадија у центру бојишта изласком из прве линије Капрариних шанчева. Пешадија је одмах одбацила османске јединице из њихових ровова ископаних претходних дана. На десном крилу пешадије дошло је до конфузије, што је изазвало неред и на левом крилу пешадије. Османска пешадија у центру искористила је овај неред и јаким контранападом продрла кроз прву линију Капрариних шанчева и почела да пробија угао друге линије који се налазио према Дунаву, ослоњен на падину где се налазила аустријска коњица десног крила под командом генерала Надаждија. У центру бојишта, османске јединице на левом крилу одбиле су напад аустријске војске која се након погибије генерала Ланкена и генерала Валенштајна почела повлачити. На том делу бојишта гроф Боневал је остао сам са 200 војника од којих је преживело само 25, а он је био прободен копљем у стомак. Контранапад османске пешадије није дуго трајао. Аустријска коњица је дала времена пешадији да се престроји и поново доведе у линијски поредак. У свом продору аустријска коњица са десног крила, која је од почетка била под јаком артиљеријском ватром, брзо је напредовала и приморавала османску војску на повлачење, остављајући тако довољно простора пешадији да се развије по бојишту и крене напред. Коњица левог крила је брзо напредовала, прва је допрла до османског логора и почела да пробија барикаде начињене од запрежних кола. Ово аустријско напредовање и пробијање османских положаја на неколико места је довело до повлачења османске војске на целом бојишту.
За османску војску, а поготово за великог везира, напад аустријске војске био је велико изненађење. Вест о нападу затекла је великог везира на јутарњој молитви. Био је „бео”, зачуђен и изненађен овако изненадним нападом аустријске војске. Узео је доглед у руке и посматрао ток напада. Неки достојанственици су пришли његовом ћехаји и упитали га шта је разлог мировања великог везира. Сви су били запрепашћени његовим одговором да гледају своја посла и да се не мешају. Око сат и по се чекало испред главног шатора великог везира. Неки од окупљених османских високодостојника у непосредној близини, када су видели да војска бежи и да је већ касно, поново су се обратили великом везиру речима да није време да се стоји и да је потребно да се пређе у јуриш. Велики везир је то одобрио јер му се учинило разумно. У моменту када су јаничарски одреди и остатак резерве коначно пошли да помогну десном крилу, погинуо је Турк Ахмед-паша и целокупна војска која је била под његовом командом почела је да бежи. Користећи ову прилику, аустријска војска се опасно приближила месту где се налазио велики везир, почевши да пробија линију око главног логора, који је био начињен од запрежних кола. Јединице које су се налазиле у логору, иза запрежних кола, почеле су да беже. Велики везир је тада узјахао свог коња и, у покушају да спречи повлачење војске, био је рањен у главу. Погодио га је метак испаљен са непријатељске стране.
О погибији великог везира, османски историчар Рашид каже:
"А он сам даде знак тројици својих коморника и они храбро нападоше непријатеља. Док је ишао за њима, један куршум га погоди у чело. Када је после овог страшног догађаја на његовом лепом и развијеном коњу почела да му пада глава, пришло му је неколико храбрих и одважних из његове пратње. Његовог коња су узели и повели за својим коњима други чохадар Дели Омер-ага и од главних коњушара Курд Вели и остали из његове личне пратње. Пренели су га на једна бојна кола која су се налазила у близини поменутог места. Када су се карловачким путем упутили назад ка Београду, колико ми је познато, испустио је душу и тако је, поставши шехидом, стигао на крај свог срећног пута. Нека му се Алах смилује и настани га у џенету. У том моменту су се уз барјак заједно вратили дефтердар Мехмед-ефенди који се налазио покрај часне заставе и са њим Ибрахим-ефенди, реисулкутаб Елхаџ Мустафа-ефенди, ефендије тезкиреџије, ја понизни роб, пет до десет заима, спахијски ага и неколико диванских достојанственика. Узели смо бојна кола царске војске и која су се налазила на карловачкој страни и упутили се ка Београду.”

## Плен
Битка је била завршена до 12 часова када је принц Евгеније, из шатора великог везира, слао прве извештаје о победи. Испред шатора великог везира пронађена су обезглављена тела грофа Бројнера и осталих војника заробљених пар дана раније у сукобу код Карловаца. У османском кампу заплењена је велика количина ратног материјала. Османска војска је, са намером да спаси живу главу, била приморана да остави све. На бојном пољу су остала најразличитија артиљеријска оруђа, муниција, тоне барута, шатори војника и официра, хиљаде коња и камила, преко 100.000 врећа пиринча и кафе, десетине хиљада крупне и ситне стоке, а међу најпрестижнијим трофејима биле су заставе, коњски репови и таламбаси. Све што је могло бити показано цару као трофеј однето је као симбол победе и изложено у катедрали Св. Стефана у Бечу. Принц Евгеније за себе је задржао само шатор великог везира. (Вредност шатора султана заплењеног код Сенте 1697. година била је око 40.000 флорина, што би данас износило око 800.000 евра.) Све остало је подељено међу војницима. Заплењена је велика количина коњске опреме и седала, од којих су многа била посребрена, понекад позлаћена или украшена драгим камењем и племенитим металима, скупоцена одећа, персијски и турски теписи, јастуци, прекривачи и друге тканине, предивни коњи и камиле у које су аустријски војници гледали у чуду, као деца у изненадној посети циркусу. Део плена, поред османских застава, коњских репова, сабљи, тоболаца за стреле, вршкастих кацига и витешких кошуља плетених од гвоздене жице, као и калпак и оклоп грофа Бројнера и ланац којим је био везан након заробљавања код Карловаца, дуго се чувао у згради Главног Арсенала Петроварадинске тврђаве. Победничка војска се током 5. и 6, августа задржала на освојеним положајима, а 7. августа се пребацила у Бачку у логор код Раценштата, где је уз велику свечаност и захвалност Богу, служећи Te Deum - Тебе Бога славим, прославила ову значајну победу. После кратког одмора, у даљем походу принц Евгеније је већ у октобру освојио Темишвар.

## Последице
Поражена османска војска се повукла ка Београду, где је стигла у првим јутарњим сатима наредног дана. Беживотно тело великог везира, још у крвавој одећи, сахрањено је у дворишту џамије султана Сулејмана. Као један од главних разлога за пораз војске било је неизвршавање добрих припрема приликом опсаде. Преживели османски достојанственици кривили су везира и његову опсесију астролошким предвиђањима.
Разлог за пораз османске војске треба гледати у тактици и начину ратовања. Разбијање армије, смрт или заробљавање османских војсковођа било је незаобилазно у биткама. Османска војска била је у сталним ратовима, а на походе је најчешће полазила са великим бројем помоћних трупа, па је велики број артиљеријских оруђа био редован плен непријатеља. Када је у питању број погинулих османских војника, најчешће се наводи податак од 30.000. „Нисмо узели више од 20 заробљеника јер су наши људи тражили њихову крв и све су их масакрирали”, записао је касније један о официра под командом принца Евгенија. Зверства са једне и друге стране била су уобичајена како у прошлом тако и у овом рату. На пример, османски шпијуни, који би били пронађени међу српским јединицама под комадом принца Евгенија, набијани су на колац.
Неколико месеци касније, преко бојног поља проћи ће леди Мери, супруга сер Едварда Вортли Монтегјуа, делегираног британског амбасадора на путу ка Константинопољу. По доласку у Београд, она је, 18. фебруара 1717. године, написала писмо Александру Поупу, како су још увек видљиви трагови последње победе принца Евгенија „тог крвавог дана”. По њеним речима, на бојишту су још увек лежале расуте лобање и лешеви несахрањених војника, коња и камила. Из писма се види да није могла, без ужасавања, да гледа на толики број искасапљених тела а да се не осврне на неправедност рата, који убиство чини не само неопходним већ и заслужује част и похвалу. „Ништа не даје јаснији доказ о неразумности људског рода, него бес са којим се сукобљава око малог парчета земље” – закључиће леди Мери.
Ова велика битка је оставила трагове који се и данас виде у топонима околним брда: Везирац, Алибеговац и Занош. Након битке код Петроварадина принц Евгеније је у исе године освојио Темишвар а наредне Београд чиме су стечени повољни услови за склапање мира Пожаревцу којим је Аустрија добила Банат, Малу Влашку и северни део Србије.
Споменик у част победе Савојског над Османлијама подигнут је на Везирцу 1902. године према пројекту загребачког архитекте Хермана Болеа.